# 克爾平湖 (烏瑟多姆島)
54°8′44″N 13°46′46″E / 54.14556°N 13.77944°E
克爾平湖（德語：Kölpiensee），是德國的湖泊，位於該國東北部，由梅克倫堡-前波美拉尼亞州負責管轄，處於烏瑟多姆島，長0.8公里、寬0.5公里，面積0.3平方公里，海拔高度0.3米。